# Fisher-Price

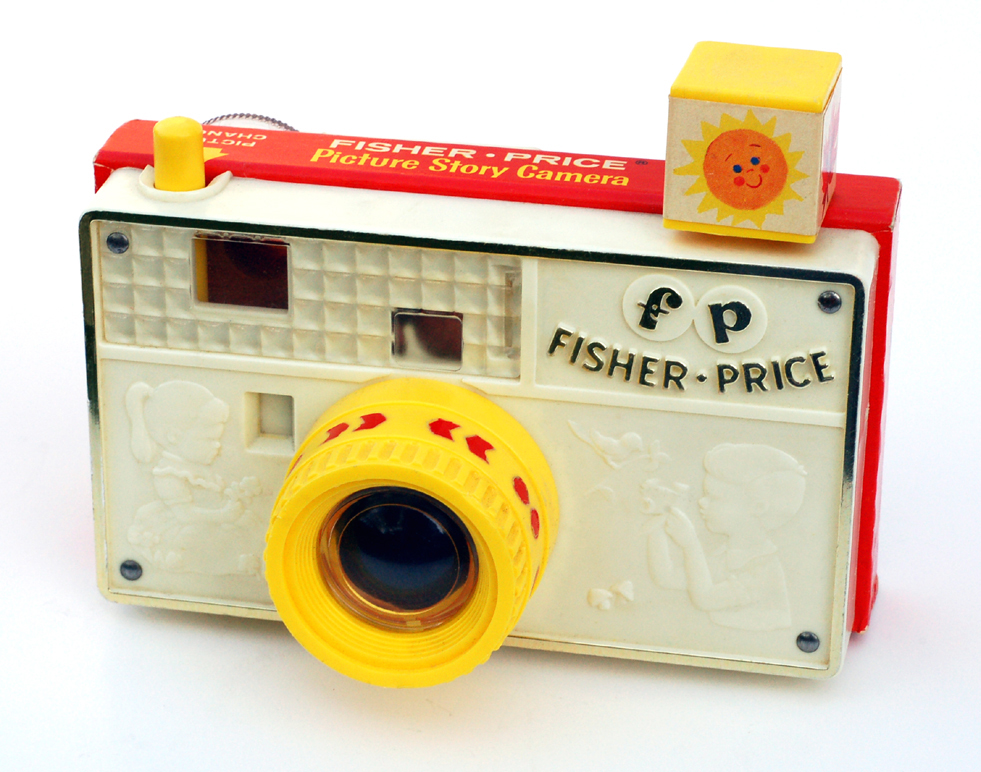
Låtsaskamera från Fisher-Price.

Fisher-Price är en amerikansk tillverkare av leksaker för bebisar och barn med huvudkontor i East Aurora, New York. Sedan 1993 ingår bolaget i Mattel. Fischer Price grundades 1930 av Herman Fisher, Irving Price, Margaret Evans Price och Helen Schelle.